# Richard Durbin
Richard Joseph "Dick" Durbin, född 21 november 1944 i East St. Louis, Illinois, är en amerikansk demokratisk politiker. Han är ledamot av USA:s senat för Illinois sedan 1997. Han var ledamot av USA:s representanthus 1983-1997.
Durbin studerade vid Georgetown University. Han avlade 1966 kandidatexamen och 1969 juristexamen. Han kandiderade 1978 utan framgång till viceguvernör i Illinois.
Durbin besegrade sittande kongressledamoten Paul Findley i kongressvalet 1982. Han omvaldes sex gånger. Han efterträdde 1997 Paul Simon som senator för Illinois.
Durbin är en av de mest liberala medlemmarna i kongressen. Mother Jones har kallat honom en "topp senat liberal."